# Kowaczewo (obwód Błagojewgrad)
Kowaczewo (bułg. Ковачево) – wieś w Bułgarii, w obwodzie Błagojewgrad, w gminie Sandanski. Według Ujednoliconego Systemu Ewidencji Ludności oraz Usług Administracyjnych dla Ludności, 15 marca 2016 roku miejscowość liczyła 28 mieszkańców.